# Popești (gmina Popești)
Popești – wieś w Rumunii, w okręgu Vâlcea, w gminie Popești. W 2011 roku liczyła 623 mieszkańców.